# 美國航空965號班機空難
美國航空965號班機（AA965）是美國航空一班從美國邁亞密前往哥倫比亞考卡山谷省首府卡利的定期航班。1995年12月20日，飛行此航班的一架波音757-223客機（機身編號：N651AA）於降落前5分鐘在考卡山谷省布加附近撞山墜毀。全机共有163人，仅有4人生還。
這次空難是美國史上首宗致命的波音757事故，亦是涉及波音757的第二起致命事故，更是涉及波音757的首起坠机事故。當時是繼洛克比空難後最嚴重的美國的航空公司的空難，亦是1995年度和哥倫比亞史上最嚴重的空難。

## 事件經過

### 延遲起飛
事發當日，美國航空以一架機身編號為N651AA的波音757-223客機執行邁亞密國際機場至卡利阿方索·邦尼拉·阿拉貢國際機場的航班。客機原訂於美國東岸時間下午4時40分起飛，但因為當天的風雪影響東北部航班，航機首先延遲了30分鐘以等待從東北部到邁亞密乘搭這班航機的乘客。但最終客機未能等及所有原定的乘客到達，於5時14分離開登機門。及後航機因為邁亞密國際機場繁忙的假日交通量而需在滑行道上等候，結果飛機在傍晚6時35分起飛，整整延遲了2小時。由於時近聖誕，機上的155名乘客主要是回哥倫比亞慶祝聖誕的人，遊客及商人。另外，機上有8名機員。

### 進場過程
由於反政府游擊隊於1992年的攻擊，阿方索·邦尼拉·阿拉貢國際機場的管制員並沒有雷達監察航機的航向及飛行高度。965號班機上的機組人員只能依靠無線電與管制員聯絡及以儀表飛行通過指定信標進場。該機場的進場航線由數個無線電信標組成，指示機師飛過卡利附近的山峰和峽谷進場。早在965號班機起飛前，地勤人員已把這些無線電信標輸入航機的飛行管理系統（FMS），故理論上憑著這些預先輸入的資料和機師的控制，航機能安全地抵達阿方索·邦尼拉·阿拉貢國際機場。
但因為當時阿方索·邦尼拉·阿拉貢國際機場附近無風，管制員向965號班機的機組人員建議將原本繞到01跑道降落的航線改成直接在19跑道降落。由於航機已延誤2小時，故機組人員同意此安排。但機組人員誤解了管制員話中「直接」的意思，故直接把預先輸入飛行管理系統的無線電訊標清除。其後管制員要求航機飛抵卡利北方的圖卢阿（Tuluá）VOR信標時回報，此時機組人員方知犯錯，立即張開地圖找尋該信標的座標。同時，為了增加可用的時間，他們打開航機的擾流板以減慢航機的速度及增加下滑速率。

### 偏離航道
但當機組人員找到圖爾瓦的座標時，他們已經飛過該處。於是他們決定繼續航向下一進場點－Rozo。9時37分，965號班機獲管制員批准飛過Rozo後使用Rozo 1標準進場航路（STAR）在19跑道著陸。獲得批准後，他們嘗試將Rozo的座標輸入飛行管理系統。根據他們的地圖，Rozo無线电定向信標的代號是"R"。可是，哥倫比亞當局把"R"這個代號重複運用了－另一個代號"R"的無定向信標是位於首都波哥大附近的Romeo無定向信標。而航機的飛行管理系統使用的Rozo無定向信標代號不是"R"，而是信標的全名－"ROZO"。加上當一個國家重複使用了無定向信標的代號的時候，通常把最大城市的信標放在首位。故當機長在名單中選擇第一個代號"R"的信標的時候，他實際上已經指示飛行管理系統把航機駛到波哥大，而航機亦立即向東掉頭。9時39分，由於Rozo 1航路不需大幅度轉向，故機師發現輸入錯誤，於是解除自動駕駛系統，指令航機右轉。但當他們發現這個錯誤的時候，航機已逼近一個與原定航線平行，高3,000米（12,000呎）高的山丘。

### 航機撞山
9時41分，在航機撞山前9秒，地面迫近警告系統（GPWS）的警報響起，警告航機即將撞山。機師跟副機長立即拉起機頭，嘗試避免撞向前方山丘。但打開的擾流板減低了爬升速率，結果航機在近山頂位置撞山。
965號班機預定晚上9時45分著陸，但飛機撞山後，與進場管制失去聯絡。由於事發一帶是一片森林，位置偏遠，加上搜救隊的直昇機沒有夜視裝備，故只能在翌日早上開始搜索。其後於殘骸中救出7名倖存者，可是其中3人急救後傷重不治，令倖存者人數下降至4人。

## 事故調查
這次空難的調查由哥倫比亞民航局進行，並由美國國家運輸安全委員會（NTSB）、美國聯邦航空局（FAA）、美國航空、美國航空機師工會（APA）、飛機製造商波音公司及航機引擎生產商勞斯萊斯提供協助。
哥倫比亞民航局於1996年9月透過美國國家運輸安全委員會公佈調查報告
。在調查報告中，哥倫比亞民航局提出了數個空難的可能肇因：
1. 機組人員未能適當地運用自動導航系統，以致他們未能適當地計畫及實行以19跑道進場阿方索·邦尼拉·阿拉貢國際機場
2. 機組人員在出現數個不建議繼續進場的狀況下，仍然堅持繼續進場
3. 機組人員欠缺對垂直導航、地面迫近警告系統的警報應變能力，及對重要的無線電導向信標間的相對距離並沒有認知
4. 機組人員未能在航機的緊急情況轉用傳統的無線電導向方式進場，繼續依賴當時會令他們困惑及令他們的工作量大大增加的自動導向系統

此外，調查報告中亦提出一些導致空難的原因：
1. 機組人員一直嘗試加速進場及著陸的程序，以減少潛在的延誤時間
2. 機組人員在嘗試避免撞山時忘記了收起打開的擾流板（根據事後調查，若機組人員在地面迫近警告系統的警報響起時立即收回伸出的擾流板，航機應可避免撞山。）
3. 飛行管理系統的邏輯問題－當使用其他方法進場時，必須刪除原本已經輸入系統的所有座標。
4. 飛行管理系統使用的導航資訊與地圖所用的有差別

調查報告亦向下列組織提出了提升飛行安全的建議（括號內是建議的數量）：
- 美國聯邦航空局（17）
- 國際民航組織（3）
- 美國航空（2）

## 事故之後
空難之後，美國航空解決了大量死者家屬的索償訴訟。之後，美國航空向飛行管理系統的資料庫製造商吉普生（Jeppesen）和霍尼韋爾（Honeywell）提出第三者責任訴訟，原因是他們製造的導航電腦資料庫未能把空難中牽涉到的Rozo無定向信標的座標包含在代號"R"可選擇的資料內。案件交由位於邁亞密的南佛羅里達州聯邦區域法院審理。在庭上，美國航空的代表承認該公司需為空難承擔部份責任，而吉普生和霍尼韋爾的代表則力證他們並沒有法律責任。案件在2000年6月審結，最終裁決是：吉普生需負17%責任，霍尼韋爾需負8%責任，而其餘75%則是美國航空的責任。
這次空難也令卡利阿方索·邦尼拉·阿拉貢國際機場受到多方指責，主要是因為機場沿用多年的進場制度及自1992年來缺乏雷達導航系統。另外，有機師指現代航機的駕駛艙裁減飛航工程師的席位，變相令負責駕駛的機師的工作量增加。也有機師指責肇事航機的機師在飛行前沒有了解過目的地卡利的進場航線。波音公司也成為機師指責的對象，因為其航機均沒有像其競爭對手空中巴士的航機－加速時自動收起打開的擾流板的設計。
現時，美國航空從邁亞密往卡利的航機編號已改為919號，並改以波音737Max8型客機營運。而與波哥大的Romeo無定向信標與共用代號"R"的Rozo無定向信標，事後已經改稱為Palma（代號PL），以避免混淆。
该起空难后来被《空中浩劫》《空难事件簿》《空难调查档案》等纪录片收录。

## 外部連結
- 哥倫比亞民航局
  - （英文） 調查報告
  - （西班牙文） 調查報告 （页面存档备份，存于）
- （英文）肇事航機的照片 （页面存档备份，存于）－來源：Airliners.net
- （英文）空難的資料 （页面存档备份，存于）－來源：Aviation Safety Network
- （英文）美國航空965號班機墜毀前的通話紀錄－來源：AVweb
- （英文）美國航空客機撞山墜毀 （页面存档备份，存于）－CNN於1995年12月21日的報導
- （英文）更多乘客從客機殘骸中被救出 （页面存档备份，存于）－CNN於1995年12月21日的報導
- （英文）死傷者家屬正前往哥倫比亞 （页面存档备份，存于）－CNN於1995年12月22日的報導
- （英文）布朗大學一名教授與他的妻兒在空難中罹難 （页面存档备份，存于）－布朗大學計算機科學系
- （英文）空難倖存者回到美國 （页面存档备份，存于）－紐約時報轉載新澤西日報的簡報